# یواس‌اس استرومبولی (۱۸۴۶)
یواس‌اس استرومبولی (۱۸۴۶) (به انگلیسی: USS Stromboli (1846)) یک کشتی بود که طول آن ۸۰ فوت (۲۴ متر) بود. این کشتی در سال ۱۸۴۶ ساخته شد.